# ヒロハフサマメノキ
ヒロハフサマメノキ (Parkia biglobosa (Jacq.) G.Don) は、マメ科ネムノキ亜科の植物。おもにアフリカのセネガルからスーダンにかけてのサバンナ地帯に分布しており、また南米や西インド諸島でも栽培されている。アフリカイナゴマメ（African locust bean）とも呼ばれるが、イナゴマメ（キャロブ）とは亜科のレベルで異なる植物である。

## 和名
Parkia biglobosa にヒロハフサマメノキの和名をあてた文献としては堀田・新田 (1989) や森ら (1997) があるが、平井 (2005:511) はヒロハフサマメノキの和名は同属の別種 Parkia sumatrana Miq.（アジア産、インドシナからマレー群島区系西部および中央部に分布）にあてた方が良いとの見解を示しており、さらに コーナー & 渡辺 (1969) がヒロハフサマメノキの和名を与えたのはここまで挙げられた2種のいずれとも別種である Parkia biglandulosa Wight & Arn.（アジア産、バングラデシュからミャンマーにかけて分布するが、渡辺は分布を「マライ」としている）である。また、Parkia filicoidea Welw. ex Oliv. とは近縁種であり非常に混同されやすく、この種も African locust bean の英名を持ち、日本でも P. filicoidea がヒロハフサマメノキであるとする文献が存在する。熱帯植物研究会 編 (1996) は P. filicoidea に「ニシアフリカイナゴマメ」という仮称を与えている。

## 分布
原産地は熱帯アフリカ西部から南スーダンにかけてで、具体的にはセネガル、ガンビア、ギニアビサウ、ギニア、シエラレオネ、マリ、コートジボワール、ブルキナファソ、ガーナ、トーゴ、ベナン、ニジェール、ナイジェリア、カメルーン、中央アフリカ共和国、チャド、スーダン（南スーダンを含む）に分布する。またインドにも移入されたものが見られる。
上で触れた同属の別種 Parkia filicoidea に関しては本種の南限がカメルーンであるのに対してそれより南の地域（アンゴラ-モザンビーク）や東アフリカに至るまで分布するが、逆に西アフリカでもセネガル・ガンビア・ギニアビサウ・ギニア・シエラレオネ・マリ・ブルキナファソ・ニジェールには分布しない。

## 特徴
樹高10-20m、幹径1.6mに達する落葉性樹木。葉は2回偶数羽状複葉で20-40cm。果実は細長い豆果。

## 利用
西アフリカでは種子を発酵させたものが調味料として広く利用されており、地域によりスンバラ、ネテトゥ（ウォロフ語: netetu）などと呼ばれている。また種子を包む黄色のパルプ部分は糖分が多く、おやつとして好んで食される。

## ギャラリー

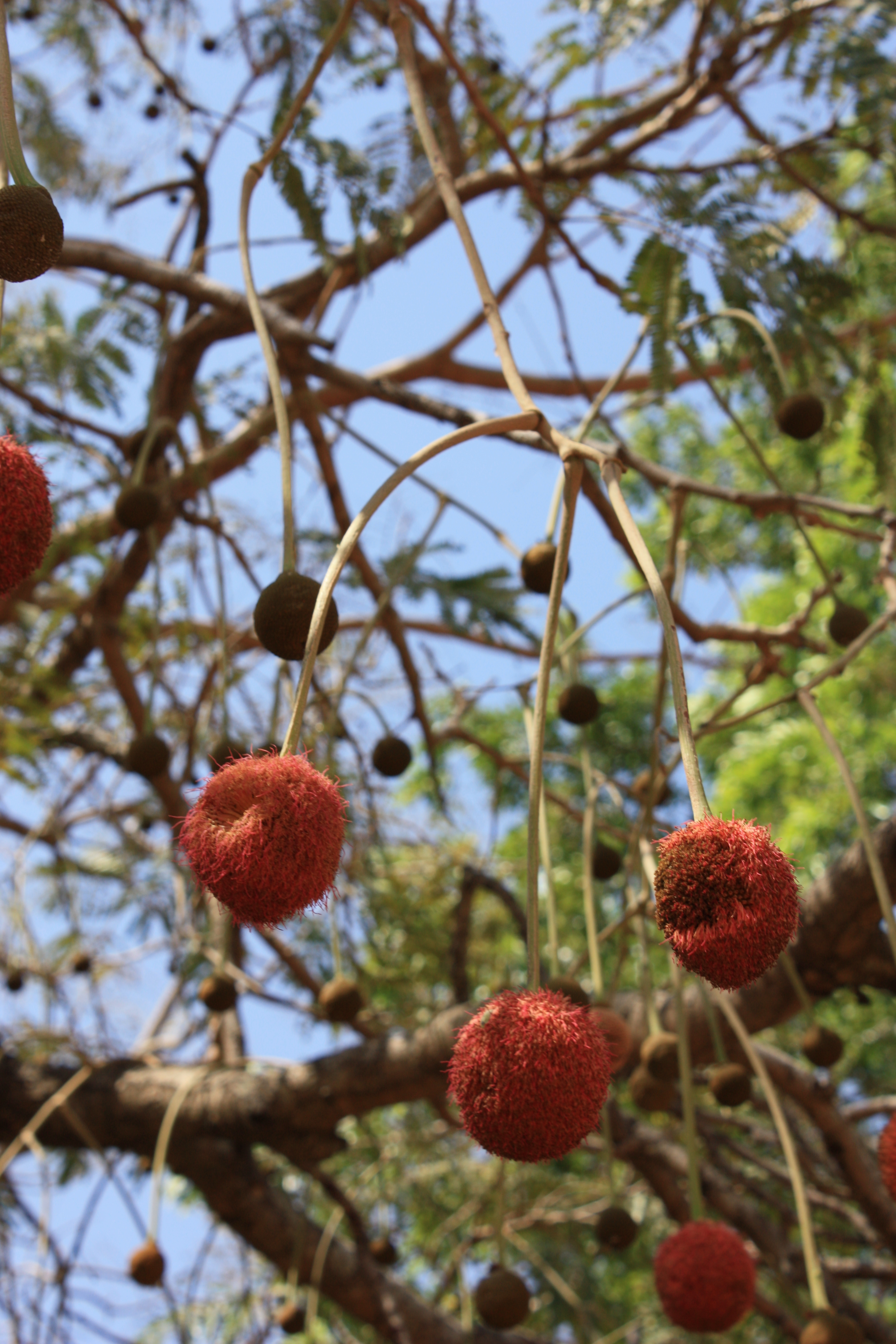
花
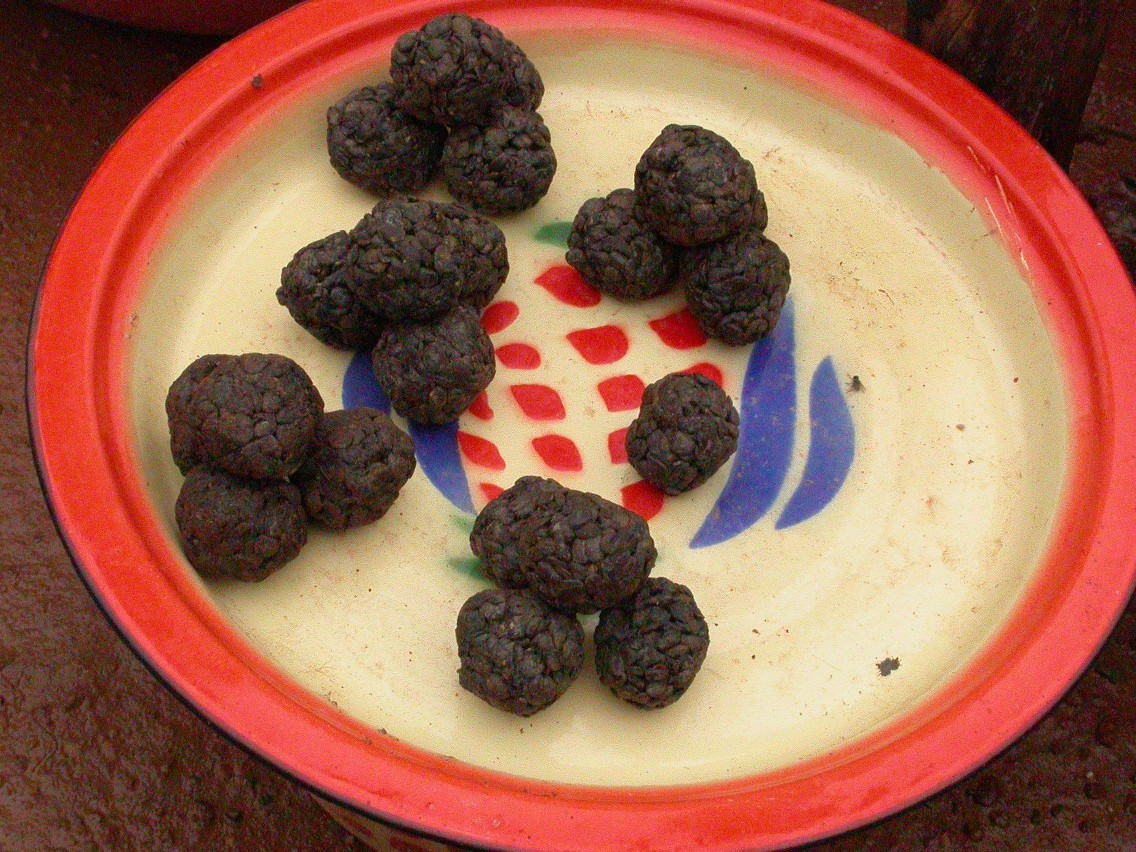
種子を発酵させた調味料、スンバラ

## 諸言語における名称
セネガル:
- ウォロフ語: nere[8]

マリ:
- バンバラ語: nɛrɛ /nɛ̀rɛ/[9]

ブルキナファソ:
- ジュラ語: nɛrɛ[10]（カナ表記: ネレ[7]）
- モシ語: rõaaga[11]、rouaga[4]（カナ表記: ドアーガ[7]）